# Lohann Doucet
Lohann Doucet (Le Loroux-Bottereau, 14 settembre 2002) è un calciatore francese, centrocampista del Paris FC.

## Biografia
Nato a Le Loroux-Bottereau, nell'arrondissement di Nantes, ha origini burkinabé.

## Carriera
Cresciuto nelle giovanili del Nantes, in cui è arrivato nel 2012 dopo le esperienze nell'Élan des Sorinières e nel LLOSC, nella stagione 2021-2022 viene aggregato nella seconda squadra, il Nantes 2. Successivamente l'8 dicembre 2021 firma il primo contratto da professionista; mentre il 10 aprile 2022 debutta in prima squadra contro il Brest, subentrando al 92'. A fine stagione vince da comprimario la  Coppa di Francia, nella quale totalizza una presenza.
La stagione successiva viene promosso ufficialmente in prima squadra, nonostante ciò è spesso convocato in seconda squadra. Infatti, il 1º aprile 2023 trova la prima rete in carriera in National 2 con la squadre riserve, segnando il gol del definitivo 1-2 nel derby vinto contro l'Angers 2.
Conclusa la stagione con undici presenze totali di cui nove in campionato, non viene riconfermato in prima squadra dal neo-allenatore Pierre Aristouy, dunque, il 3 agosto 2023, viene ceduto in prestito annuale al Paris FC.
Autore di una stagione positiva, alla fine della stessa viene acquistato a titolo definitivo dal Paris FC.

## Statistiche

### Presenze e reti nei club
Statistiche aggiornate al 17 giugno 2025.
| Stagione        | Squadra         | Campionato      | Campionato | Campionato | Coppe nazionali | Coppe nazionali | Coppe nazionali | Coppe continentali | Coppe continentali | Coppe continentali | Altre coppe | Altre coppe | Altre coppe | Totale | Totale |
| Stagione        | Squadra         | Comp            | Pres       | Reti       | Comp            | Pres            | Reti            | Comp               | Pres               | Reti               | Comp        | Pres        | Reti        | Pres   | Reti   |
| --------------- | --------------- | --------------- | ---------- | ---------- | --------------- | --------------- | --------------- | ------------------ | ------------------ | ------------------ | ----------- | ----------- | ----------- | ------ | ------ |
| 2021-2022       | Nantes 2        | N2              | 18         | 0          |                 | -               | -               |                    | -                  | -                  |             | -           | -           | 18     | 0      |
| 2022-2023       | Nantes 2        | N2              | 16         | 1          |                 | -               | -               |                    | -                  | -                  |             | -           | -           | 16     | 1      |
| Totale Nantes 2 | Totale Nantes 2 | Totale Nantes 2 | 34         | 1          |                 | 0               | 0               |                    | 0                  | 0                  |             | 0           | 0           | 34     | 1      |
| 2021-2022       | Nantes          | L1              | 2          | 0          | CF              | 1               | 0               |                    | -                  | -                  |             | -           | -           | 3      | 0      |
| 2022-2023       | Nantes          | L1              | 9          | 0          | CF              | 2               | 0               | UEL                | 0                  | 0                  | SF          | 0           | 0           | 11     | 0      |
| Totale Nantes   | Totale Nantes   | Totale Nantes   | 11         | 0          |                 | 3               | 0               |                    | 0                  | 0                  |             | 0           | 0           | 14     | 0      |
| 2023-2024       | Paris FC        | L2              | 23         | 0          | CF              | 3               | 0               |                    | -                  | -                  |             | -           | -           | 26     | 0      |
| 2024-2025       | Paris FC        | L2              | 30         | 2          | CF              | 1               | 0               |                    | -                  | -                  |             | -           | -           | 31     | 2      |
| Totale Paris FC | Totale Paris FC | Totale Paris FC | 53         | 2          |                 | 4               | 0               |                    | 0                  | 0                  |             | 0           | 0           | 57     | 2      |
| Totale carriera | Totale carriera | Totale carriera | 99         | 3          |                 | 7               | 0               |                    | 0                  | 0                  |             | 0           | 0           | 106    | 1      |

## Palmarès

### Competizioni nazionali
- Coppa di Francia: 1

Nantes: 2021-2022